# تتراهدرون لترز
تتراهدرون لترز(به انگلیسی: Tetrahedron Letters) هفته نامه‌ای تخصصی در زمینه شیمی آلی است که توسط انتشارات الزویر از سال ۱۹۵۹ میلادی به چاپ می‌رسد.